# Sant Mori
Sant Mori és un municipi de la comarca de l'Alt Empordà. Situat a la dreta del riu Fluvià, limita al nord amb Sant Miquel de Fluvià, a l'est amb Ventalló, al sud amb Saus, Camallera i Llampaies i a l'oest amb Palau de Santa Eulàlia.
L'economia es basa en l'agricultura i la ramaderia, té una petita central elèctrica i el turisme cada vegada més en auge.

## Geografia
- Llista de topònims de Sant Mori (Orografia: muntanyes, serres, collades, indrets..; hidrografia: rius, fonts...; edificis: cases, masies, esglésies, etc).

## Història
L'origen etimològic de Sant Mori prové de l'aglutinació del nom del patró, sant Maurici. L'antic nucli s'originà al voltant del castell de Sant Mori i de la primera església parroquial de Sant Maurici, formant carrerons estrets que s'adaptaren al turó. Les primeres fons documentals estan lligades amb el cens de les esglésies amb renda pròpia que havien de contribuir al sosteniment de les croades mitjançant l'impost de la dècima (Rationes Decimarum, 1279). En aquest document s'esmenta l'ecclesia sancto Martino, errònia transcripció de sancto Mauritio. D'altra banda l'existència d'una església preromànica als afores del nucli antic, Sant Julià de Sant Mori, avui dia integrada al mas Sala, indica que la zona ja era anteriorment poblada, encara que el poblat primitiu no devia concentrar-se a dalt del turó, sinó per contra, dispers a les planures.
Centre de la baronia de Sant Mori des de mitjan segle xv i del marquesat de Sant Mori des de l'any 1893. La reina regent, Joana Enríquez, i el seu fill, l'infant Ferran (Ferran II el Catòlic), en plena Guerra civil catalana, van passar uns dies en el castell de Sant Mori, on va convocar i reunir un Parlament durant el mes d'octubre de 1466.

## Nucli antic

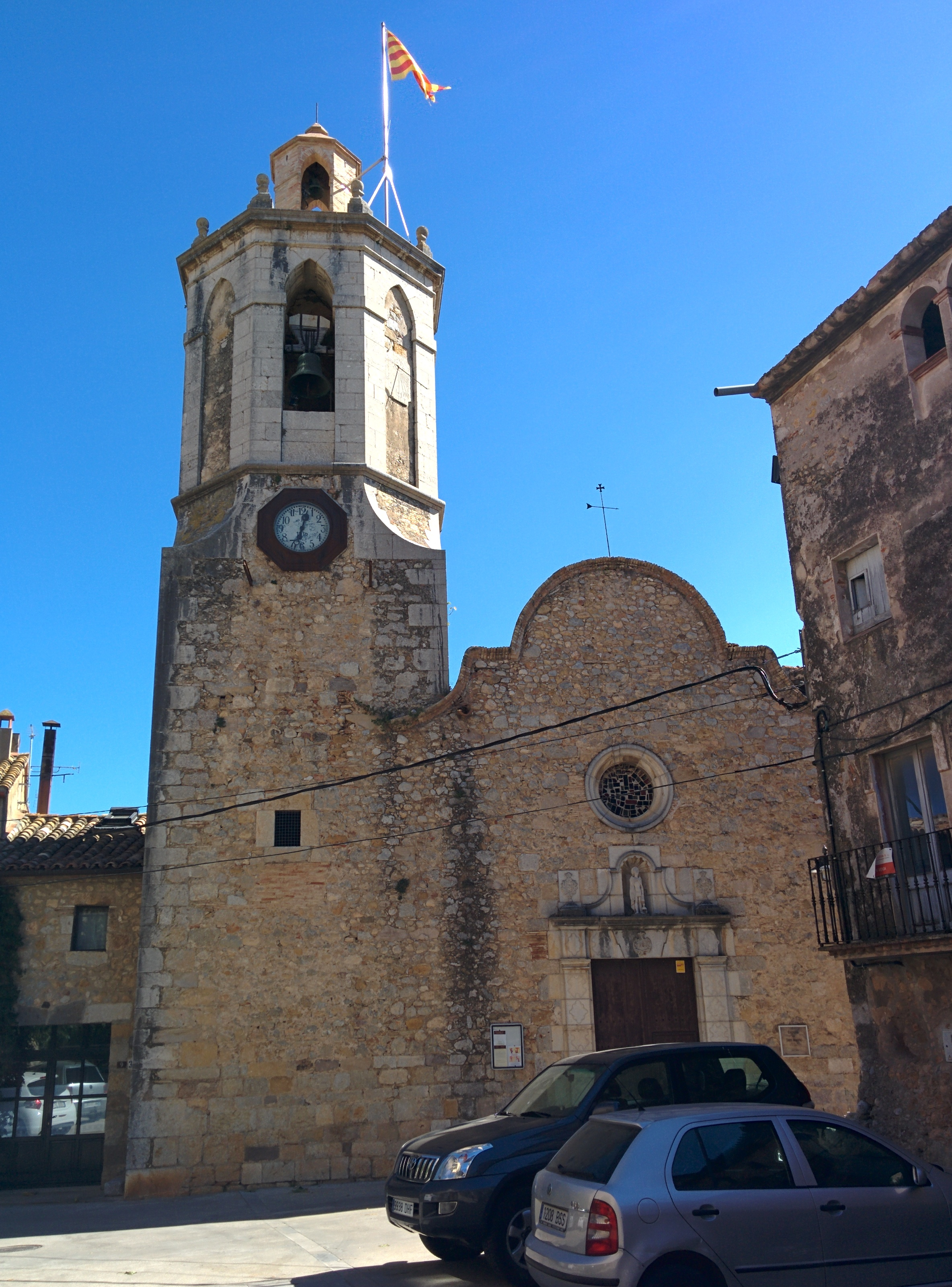
Església de Sant Maurici

El poble està format per dos nuclis construïts sobre dos turons veïns, separats uns 300 metres: el nucli antic o també anomenat barri del Castell, i l'extramurs o barri del Puig.
El nucli antic està situat a l'extrem sud de la població, delimitat pel carrer Figueres, a la banda de ponent i el carrer de la Font, a la banda de llevant. Es tracta del conjunt d'origen medieval que va donar lloc a l'actual vila de Sant Mori. És un traçat de planta més o menys ovalada, que integra el castell-palau, l'església de Sant Maurici i les places de l'Església i la Rectoria. En origen estava envoltat per una muralla, de la que queden alguns vestigis integrats a les construccions actuals, a les bandes nord i sud del terme. L'únic carrer que travessa el nucli en sentit nord-sud és el de la Marquesa de Sant Mori, situat al centre. En sentit est-oest hi ha dos passatges, la Travessia de la Font a llevant i la de la Creu a ponent. Actualment, les construccions que hi ha dins del nucli corresponen a cases entre mitgeres, amb les cobertes de dues vessants de teula i distribuïdes en planta baixa i un o dos pisos. Algunes cases presenten obertures datades als segles xvii i XVIII, en concret, finestres rectangulars emmarcades amb carreus. També destaquen els portals de mig punt adovellats de les plantes baixes, com per exemple el de l'antiga rectoria. Alguns edificis han estat reformats i d'altres mantenen el caràcter genuí de la construcció original. Estan bastits amb pedra sense desbastar lligada amb morter de calç, alguns amb carreus de pedra a les cantonades. Les refeccions són bastides amb maons.

## Demografia
| 1497 f | 1515 f | 1553 f | 1717 | 1787 | 1857 | 1877 | 1887 | 1900 | 1910 |
| ------ | ------ | ------ | ---- | ---- | ---- | ---- | ---- | ---- | ---- |
| 15     | -      | 15     | 98   | 110  | 425  | 363  | 325  | 299  | 265  |

| 1920 | 1930 | 1940 | 1950 | 1960 | 1970 | 1981 | 1990 | 1992 | 1994 |
| ---- | ---- | ---- | ---- | ---- | ---- | ---- | ---- | ---- | ---- |
| 268  | 217  | 209  | 225  | 199  | 147  | 144  | 142  | 146  | 146  |

| 1996 | 1998 | 2000 | 2002 | 2004 | 2006 | 2008 | 2010 | 2012 | 2014 |
| ---- | ---- | ---- | ---- | ---- | ---- | ---- | ---- | ---- | ---- |
| 142  | 144  | 158  | 156  | 160  | 164  | 179  | 166  | 196  | -    |

| 2016 | 2018 | 2020 | 2022 | 2024 | 2026 | 2028 | 2030 | 2032 | 2034 |
| ---- | ---- | ---- | ---- | ---- | ---- | ---- | ---- | ---- | ---- |
| 176  | 177  | 166  | 159  | 163  | -    | -    | -    | -    | -    |

## Indrets d'interès
- Església de Sant Maurici (segle xviii), la façana actual de l'església és del segle xviii, però és un edifici romànic del segle xiii.
- Església de Sant Julià, preromànica.
- Castell de Sant Mori, sembla més un palau que una fortalesa, edificat sobre ruïnes anteriors.
- Creu de terme
- Carrer Bonaire
- Jaciment arqueològic, poblat ibèric.